# Казе Лунге (Перуђа)
Казе Лунге је насеље у Италији у округу Перуђа, региону Умбрија.
Према процени из 2011. у насељу је живело 292 становника. Насеље се налази на надморској висини од 257 м.